# Henryk Wodzicki
Henryk Wodzicki (2. prosince 1813 Krakov – 29. října 1884 tamtéž) byl rakouský politik polské národnosti z Haliče, v 2. polovině 19. století poslanec Říšské rady.

## Biografie
Působil jako prezident Zemědělské společnosti v Krakově. Byl majitelem panství Poręba Wielka. Zastával i funkci prezidenta krakovského vzájemného pojišťovacího ústavu.
V 60. letech byl zvolen na Haličský zemský sněm za velkostatkářskou kurii, obvod Žovkva. Zemský sněm ho 2. března 1867 zvolil i do Říšské rady. Na mandát v Říšské radě rezignoval roku 1868. Později byl členem Panské sněmovny (jmenovaná horní komora Říšské rady).
Zemřel v říjnu 1884.